# Carmen Amato
Carmen Amato (Tunisi, 29 agosto 1956) è una cantante italiana.

## Biografia
Figlia di un operaio, partecipa ad un concorso per voci nuove in cui viene scoperta da Detto Mariano; ha partecipato al Festival di Sanremo 1973 con Dove andrai che non entra in finale.
Continua la carriera come corista, partecipando anche alla registrazione di numerose sigle di cartoni animati realizzate da Riccardo Zara.

## Discografia parziale

### Singoli
- 1973 - Dove andrai/Alza gli occhi, sono qui (Rare, RAR NP 77587)